# 桃宮もか
桃宮 もか（ももみや もか、1987年7月16日 - ）は、日本の元AV女優。

## 略歴・人物
2006年8月にデビューしたロリ系のAV女優で、「MOCA（もか）」名義で出演している作品もある。

## 出演作品

### アダルトビデオ
2006年
- Original Mocha（8月31日、シャイ企画） ※デビュー作
- DOKI!×2 ROAD（9月29日、シャイ企画）
- Try! Limit（10月31日、シャイ企画）
- Frame Graffiti（11月30日、シャイ企画）

2007年
- 世界でいちばん桃宮もかとハメた気分になれるビデオ（1月31日、アリウス）
- パイパン美少女 超高級ヤラれソープ（7月5日、ディープス） ※「MO♥CA」名義
- 究極の全寮制花嫁修業! 純潔×調教学院（8月4日、ディープス）…共演:城本久美、倖田李梨、竹下あや ※「MO♥CA」名義
- 制服アルバイト（8月16日、マキシング） ※「ちか」名義
- パイパン美少女MO♥CAの接吻中出し授業（9月20日、ディープス） ※「MO♥CA」名義
- ハイパーミクロモザイク（10月1日、BRAVO）
- じゅうだい家出 しろうと娘日記（10月13日、はじめ企画）…オムニバス作品
- ジューシーパンティ×2（10月20日、）他出演:ゆき ※「ちか」名義
- Baby Doll［ベビードール4］（11月8日、アイエナジー） ※「MOCA」名義
- 痴ロル 03（11月10日、プレステージ） ※「Moka」名義
- ぎゃるるるる 4in1パック 〜3人で乱交しちゃった!〜 特典ディスク付BOX （限定版）（11月16日、ケイ・エム・プロデュース）共演:時東○み、ギャル○根 ※「安○麻美」名義
- ぎゃるるるる 〜あんべべ編〜（11月16日、ケイ・エム・プロデュース） ※「安○麻美」名義
- 〜地獄の快楽昇天女体〜 超さらしもの! 恥辱の一般公開 ポルチオエステ（11月17日、ベイビーエンターテイメント）
- もういやだ! こんな恥ずかしいこと（11月21日、渋谷映像）
- 有名大付属中○部 陸上部部長の淫行トレーニング（11月21日、渋谷映像）
- 黒人 中出し20連発（12月6日、アイエナジー） ※「MOCA」名義
- ダブろりスペシャル 完全版 〜お義兄ちゃん大好き♥7人の義妹たち〜（12月17日、宇宙企画）…共演:リョウ、サヤカ、ノリコ、アンリ、アンナ、ミサ ※「モカ」名義
- 両性女同性愛白書 〜フタナリレズハクショ〜 VOL.2（12月19日、プレステージ）共演:Natsuki ※「Moka」名義
- 「親子湯けむり美人コンテストを開催してヤる」 VOL.1（12月20日、DANDY）他出演:小日向ゆい ほか

### アダルトサイト
- モモプリッ! もか（モモプリッ!）